# جواو فرنسيسكو مايا
جواو فرنسيسكو مايا (بالبرتغالية: João Francisco Maia‏) (24 أكتوبر 1899 بلشبونة في البرتغال - ) هو لاعب كرة قدم برتغالي في مركز الهجوم. شارك مع منتخب البرتغال لكرة القدم. أما مع النوادي، فقد لعب مع سبورتينغ لشبونة.

## وصلات خارجية
- جواو فرنسيسكو مايا على موقع قاعدة بيانات كرة القدم.إي يو (الإنجليزية)
- جواو فرنسيسكو مايا على موقع عالم كرة القدم.نت (الإنجليزية)